# Hans Nicolaj Andreas Jensen
Hans Nicolaj Andreas Jensen (24. april 1802 i Flensborg – 7. maj 1850 i Borne ) var en dansk-tysk teolog i Angel. Han studerede teologi ved Kiels universitet og var mellem 1831 og 1845 præst i Gelting. Han udarbejdede Angels våben.